# Économie publique (revue)
Économie publique/Public economics est une revue semestrielle à comité de lecture. Créée en 1998 par l’Institut d’économie publique (IDEP), elle s’inscrit dans les trois missions de l’Institut : recherche, mise en place d’instruments d’aide à la décision publique et valorisation. Depuis 2001, Économie publique/Public economics a fait évoluer sa ligne éditoriale afin d’élargir le lectorat de la revue.
Chaque parution comporte trois rubriques :
- « Panorama », une synthèse ou un entretien avec un chercheur ou un décideur public ;
- « Dossier », sur un thème comportant des contributions précédées d’un article introductif ;
- « Recherches », une rubrique d’articles académiques.

La revue paraît à la fois en version papier et en version électronique. Sa politique d’édition électronique est la publication intégrale en libre accès, sans délai de restriction, au format PDF.